# 西沙花群海葵
西沙花群海葵（学名：Zoanthus xishaensis）为群体海葵科花群海葵属的动物。在中国，分布于南海等海域。该物种的模式产地在西沙群岛东岛。